# Felicianus von Foligno

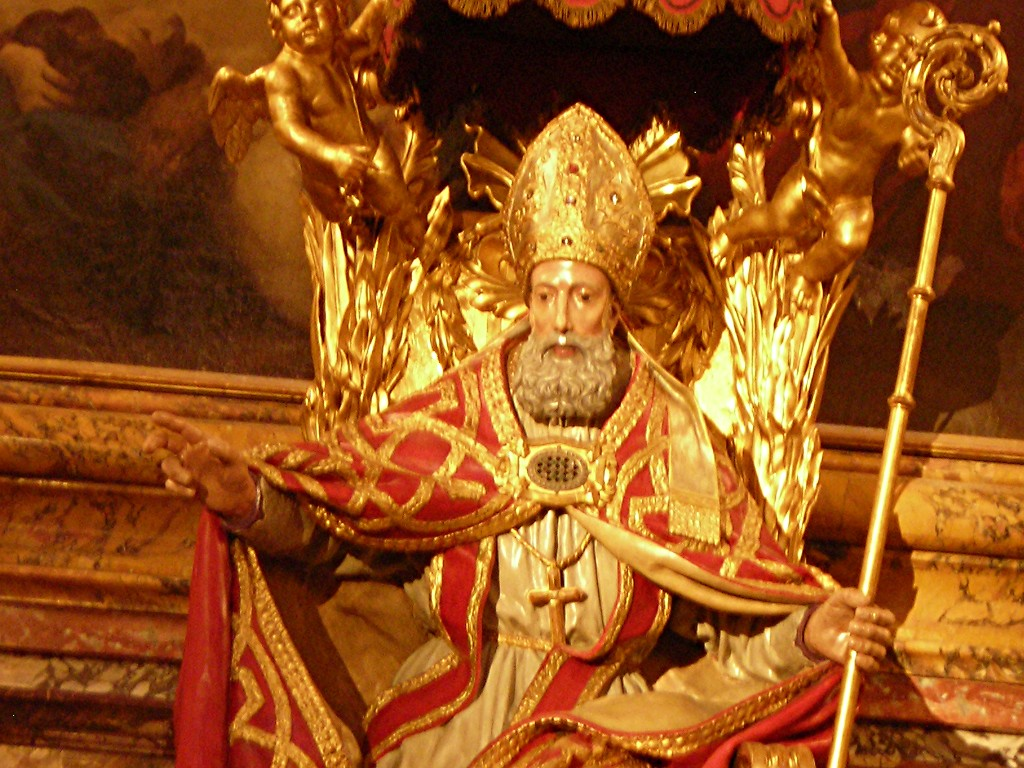
Statue des hl. Felicianus in Perugia

Felicianus von Foligno (* 160 in Foligno; † 24. Januar 249 ebenda), genannt auch (heiliger) Felician, war Bischof von Foligno (193–249) und Märtyrer. Er gilt als Apostel Umbriens.
Er war Rhetor in Rom und verbreitete das Christentum in Umbrien. Felicianus wird als Patron der Stadt Foligno verehrt, wo er laut Überlieferung 56 Jahre lang Bischof war und unter Kaiser Decius, der in nach Rom schleppen ließ, 89-jährig das Martyrium erlitt, als er, an einen Wagen gebunden, außerhalb Folignos starb. Dort findet jährlich am 24. Januar eine feierliche Prozession zu seinen Ehren statt.